# Prvenstvo Hrvatske u hokeju na ledu 2000./01.
Prvenstvo Hrvatske u hokeju na ledu za sezonu 2000./01. je peti put zaredom osvojio Medveščak iz Zagreba.

## Sudionici
- INA, Sisak
- Medveščak, Zagreb
- Mladost, Zagreb
- Zagreb, Zagreb

## Ljestvica i rezultati

### Ligaški dio
| mj | klub      | ut | pob | ner | por | gol+ | gol- | bod |
| -- | --------- | -- | --- | --- | --- | ---- | ---- | --- |
| 1. | Medveščak | 12 | 11  | 0   | 1   | 120  | 28   | 22  |
| 2. | Zagreb    | 12 | 9   | 0   | 3   | 129  | 38   | 18  |
| 3. | Mladost   | 12 | 4   | 0   | 8   | 62   | 101  | 8   |
| 4. | INA Sisak | 12 | 0   | 0   | 12  | 33   | 177  | 0   |

### Doigravanje
| klub1                      | serija        | klub2         | rezultati          |
| poluzavršnica              | poluzavršnica | poluzavršnica | poluzavršnica      |
| -------------------------- | ------------- | ------------- | ------------------ |
| Medveščak                  | 2-0           | INA Sisak     | 23:2*, 23:3        |
| Zagreb                     | 2-0           | Mladost       | 8:3*, 5:2          |
|                            |               |               |                    |
| za treće mjesto            |               |               |                    |
| Mladost                    | 3-0           | INA Sisak     | 9:3*, 10:8, 8:6*   |
|                            |               |               |                    |
| za prvaka                  |               |               |                    |
| Medveščak                  | 3-0           | Zagreb        | 6:5 OT*, 4:2, 6:1* |
|                            |               |               |                    |
| * domaća utakmica za klub1 |               |               |                    |

## Hrvatski klubovi u međunarodnim natjecanjima
- Continental Cup
  - Medveščak, Zagreb
- Interliga
  - Medveščak, Zagreb

## Poveznice i izvori
- passionhockey.com, Prvenstvo Hrvatske u hokeju na ledu 2000./01.